# Benjamin Franklin Bush
Benjamin Franklin Bush (Columbus, Indiana, 21 de desembre del 1858 – Independence, Missouri, 14 de febrer del 1937) va ser un botànic estatunidenc que estudià especialment els pteridòfits i les espermatòfits de Missouri. Encara que nascut a Indiana de molt petit els seus pares es traslladaren a Missouri. D'ofici carter i botiguer a Independence, va ser un gran recol·lector de plantes, botànic dedicat (per bé que de formació autodidacta) i ornitòleg aficionat de la zona del riu Missouri. Recol·lectà espècimens vegetals, sol o amb Charles Sprague Sargent (1841-1927), especialment en la zona de Courtney, on vivia, però també per tot el sud dels Estats Units (Oklahoma, Texas Bibliografia) i el nord de Mèxic (1910). Publicà diversos llibres i un gran nombre d'article de botànica. Distribuí en un gran nombre de col·leccions les plantes que recollí; el seu herbari forma part en l'actualitat de "Dunn-Palmer Herbarium" de la universitat de Missouri.
Hom batejà amb el seu nom les espècies vegetals Callirhoe bushii Fern. 1903, Carex bushii Mack. 1910, Cyperus bushii Britton., Fissidens bushii (Card. & Thér.) Cardot & Thériot, Panicum bushii Nash, Paspalum bushii Nash. És reconegut com a autoritat taxonòmica amb l'abreviatura Bush, i també conjuntament amb Kenneth Kent Mackenzie (1877-1934) com a Mack. & Bush.

## Obres
- Flora of Jackson County Independence, Miss.: 1882 (Primer suplement per B.F.Bush i Cameron Marr, 1885; segon suplement de B.F.Bush 1888)
- [Notes on a list fo] Plants collected in Southeastern Missouri in 1893, a Annual report of the Missouri Botanical Garden 5: 139-153 (1894)
- List of the Trees, Shrubs and Vines of the Missouri Tribune Printing Company, 1895 (reimprès General Books, 2009 ISBN 978-0217381017)
- Notes on the mound flora of Atchison County, Missouri, a Missouri Botanical Garden 6: I 23-I34 (I 895)
- K.K.Mackenzie, assisted by B.F.Bush and others Manual of the flora of Jackson County, Missouri Kansas City, 1902 (Lancaster, Pa.: The New era Printing Company)
- Mackenzie, Bush The Lespedexas of Missouri,a Transactions of the Academy of Science of Saint Louis 12(2) (1902)
- The North American species of Triodia a Transactions... 12(6) (1902)
- Mackenzie, Bush New plants of Missouri,a Transactions... 12(7) (1902) (reimprès Kessinger Publishing, 2009 ISBN 9781120654212)
- A New Genus of Grasses [Neeragrostis], a Transactions... 13(7):175-183, 1903
- A list of the ferns in Texas, a Bull. Torrey Bot. Club 30: 342-358 (1903)
- The genus Othake, Raf., a Transactions... 14(6): 171-180 (1904)
- The Texas Tradescantias, a Transactions... 14(7) (1904)
- Mackenzie, Bush New plants from Missouri, a Missouri Botanical Garden Annual Report (1905), pp. 102-108 (reimpressió Kessinger Publishing, 2009 ISBN 978-1120654212)
- The Missouri rhexias, a Rhodora 13: 166-168 (1911)
- Demetrio's Missouri mosses, a The Bryologist 19: 71-73 (1916)
- The Missouri Agrimonies, a Annals of the Missouri Botanical Garden 3: 309-318 (1916)
- The mosses of the Pech catalogue, a Missouri. Bryol. 19: 52-60 (1916)
- Standley's Ferns of Greene County, a Mo.Am.Fern Jour. 6:112-116 (1916)
- The glabrate species of Tilia, a Bull. Torrey Bot. Club 54: 231-248 (1927)
- 29 articles a The American Midland Naturalist (The genus Euthamia in Missouri 1918, The Missouri Muhlenbergias 1919, Some species of Podosemum 1921, The Missouri species of Elymus i Notes on Trees and Shrubs of Missouri 1926, A Great blunder, The Marsh Hawk, The Species of Polygonatum i Some Species of Viburnum 1927, Notes on Trees and Shrubs of Missouri, The Missouri Artemisias i Some Species of Saxifraga 1928, The Mexican Species of Tilia 1929, Ferns of Oklahoma i Notes on Aesculus Species 1930, Francis Daniels' Carices, Francis Daniels' Grasses, Shepard's Greene County Flora, Some Lacinaria Species i The Sugar Maples 1931, Prof. Shepard's Trees of Greene County 1934, Francis Daniel's Flora of Columbia, Missouri i Tracy's Ferns of Missouri 1935)